# Kukle
Kukle – wieś w Polsce położona w województwie podlaskim, w powiecie sejneńskim, w gminie Giby, nad jeziorem Pomorze.
W latach 1975–1998 miejscowość administracyjnie należała do województwa suwalskiego.

## Części wsi
| SIMC    | Nazwa     | Rodzaj    |
| ------- | --------- | --------- |
| 1011520 | Rybakówka | część wsi |
| 1011537 | Sadek     | część wsi |

## Historia
Miejscowość została zorganizowana w wyniku pomiary włócznej przeprowadzonej na obszarze włości berżnickich w latach 1547-1561 i początkowo nosiła nazwę Pomorzany, która wywodziła się od położenia wsi nad jeziorem Pomorze i określała ludność mieszkającą nad tym jeziorem. W 1558 roku wieś obejmowała 10 włók i liczyła 14 gospodarzy. Miejscowości starostwa berżnickiego, w tym także Kukle, mocno ucierpiały w wyniku potopu szwedzkiego w latach 1655-1660, czego dowodem są dane inwentarza z 1679 roku, według których w Kuklach pozostało 7 gospodarzy, a z 10 włók tylko 4,75 stanowiły włóki osiadłe, pozostałe zaś 5,25 włók były to włóki puste. W tym czasie nastąpiło także przemianowanie wsi na Kukle, która to nazwa nadana została od nazwiska właścicieli wsi, litewskiego rodu Kuklów. Miejscowość ponownie poniosła straty w czasie wojny północnej w latach 1700-1721 i epidemii około 1710 roku, co znajduje odzwierciedlenie w danych inwentaryzacyjnych z 1736 roku, według których w owym roku w Kuklach było już tylko 3 gospodarzy. Liczba gospodarzy wzrosła do 5 w 1765 roku i utrzymywała się na tym samym poziomie w 1789 roku. W 1789 roku Kukle liczyły 24 mieszkańców, w 1827 roku – 83 mieszkańców w 11 domach, pod koniec XIX wieku – 157 mieszkańców w 28 domach, w 1921 roku – 134 mieszkańców w 21 domach.

## Związani z Kuklami
- Maria Andrejczyk – wicemistrzyni olimpijska z Tokio, rekordzistka Polski w rzucie oszczepem
- Czesław Daniłowicz  – polski informatyk, doktor habilitowany inżynier, profesor Politechniki Wrocławskiej

## linki zewnętrzne
- Kukle 1(2), [w:] Słownik geograficzny Królestwa Polskiego, t. IV: Kęs – Kutno, Warszawa 1883, s. 854.